# Euptychoides affinis
Euptychoides affinis är en fjärilsart som beskrevs av Butler 1866. Euptychoides affinis ingår i släktet Euptychoides och familjen praktfjärilar. Inga underarter finns listade i Catalogue of Life.